# 歩兵第25連隊
歩兵第25連隊（ほへいだい25れんたい、歩兵第二十五聯隊）は、大日本帝国陸軍の連隊のひとつ。

## 沿革
- 1896年（明治29年）5月 - 屯田兵を母体に第7師団創設、独立歩兵第1大隊が創設され、月寒に転営。
- 1899年（明治32年） - 独立第1大隊を歩兵第25連隊第1大隊に改編。
- 1900年（明治33年）
  - 11月15日 - 連隊本部が札幌区札幌衛戍地（現在の月寒東1条3丁目から月寒東1条8丁目及び月寒東2条8丁目内）に開庁[1]。月寒中央通7丁目の現・つきさっぷ中央公園内に札幌偕行社（「将校集会所」から改称）があった[2]。
  - 12月22日 - 軍旗拝受。
- 1902年（明治35年） - 連隊の編成が完結する。
- 1901年（明治36年） - 第6中隊が山海関に派遣される。
- 1904年（明治37年） - 日露戦争に従軍（白襷隊に参加ほか）。
- 1917年（大正6年）4月 - 満州駐剳。
- 1919年（大正8年） - 帰還。
- 1920年（大正9年） - 北部沿海州に派遣される。
- 1921年（大正10年）7月 - 帰還。
- 1932年（昭和7年） - 満州事変では第2大隊が参加。
- 1934年（昭和9年）
  - 2月 - 満州黒河省に駐留。
  - 3月 - 函館大火の発生を受けて1個中隊が救援活動に参加[3]。
- 1936年（昭和11年）10月 - 陸軍特別大演習に参加。連隊営内に御講評場が設けられ昭和天皇が行幸[4]。
- 1938年（昭和13年）3月 - 徐州会戦に参加。
- 1939年（昭和14年）5月 - ノモンハン事件に参加。
- 1940年（昭和15年）
  - 10月 - 帰還。
  - 11月 -  樺太 敷香郡 上敷香に移駐[5][6]。
    - 1939年5月に第7師団編成担当で既に新設されていた樺太混成旅団（兵力：樺太歩兵第1大隊、樺太山砲兵第1中隊、樺太工兵第1中隊）に編入。歩兵大隊、山砲中隊、工兵中隊を吸収[7]。
    - 連隊編制表：本部・3個大隊（12個中隊、3個機関銃中隊）・1個歩兵砲隊・1個通信隊：人員2,971名、馬匹177[8]。
- 1941年（昭和16年）7月 - 関東軍特種演習により動員、大幅な戦力増強。
  -     - 連隊兵力は、人員4,487名、馬匹927に達する[8]。
    - 同時に、 補充隊も編成された[8]。
- 1943年（昭和18年）5月 - 第67独立歩兵団（盛岡）より 歩兵第125連隊が樺太混成旅団に編入。国境方面警備を交代。
  - 旅団は2個歩兵連隊と樺太山砲兵連隊、樺太工兵隊、樺太輜重隊、樺太通信隊、樺太衛生隊を基幹とする編制定員15,677名の大兵力となった[8]。
  - この頃、旅団は新兵器の伐開機、伐掃機を装備。またトナカイによる後方、前線の輸送の研究を行った[8]。
- 1945年（昭和20年）
  - 2月28日 - 樺太混成旅団は、歩兵第306連隊（第30警備隊改編）を加え、第88師団に改編。対米警備に当たる。
  - 8月15日 - 終戦
  - 8月18日 - 軍旗奉焼
  - 8月20日 - ソ連軍が真岡に上陸、攻撃されたため応戦する（樺太の戦い）
  - 8月23日 - 停戦協定が成立、日本軍最後の戦闘を終える

## 歴代連隊長
| 代 | 氏名       | 在任期間                       | 備考                 |
| -- | ---------- | ------------------------------ | -------------------- |
| 1  | 渡辺水哉   | 1900年10月31日 -               | 中佐、1902年11月大佐 |
| 2  | 伊藤瀬平   | 1906年7月11日 - 1909年4月1日   | 中佐、1906年12月大佐 |
| 3  | 稲村新六   | 1909年4月1日 - 1911年12月27日  |                      |
| 4  | 山田虎夫   | 1911年12月27日 - 1916年8月18日 |                      |
| 5  | 吉田熊槌   | 1916年8月18日 -                |                      |
| 6  | 沼田団太郎 | 1920年1月30日 -                |                      |
| 7  | 山本松雄   | 1921年7月20日 - 1923年8月6日   |                      |
| 8  | 小杉武司   | 1923年8月6日 - 1924.12.15      |                      |
| 9  | 坪郷芳一   | 1924年12月15日 -               |                      |
| 10 | 柳井貫一   | 1927年7月26日 -                |                      |
| 11 | 五十嵐房吉 | 1929年8月1日 -                 |                      |
| 12 | 山口三郎   | 1932年3月11日 -                |                      |
| 13 | 永見俊徳   | 1932年12月7日 -                |                      |
| 14 | 片山省太郎 | 1935年3月15日 -                |                      |
| 15 | 横山鎮明   | 1937年3月1日 -                 |                      |
| 16 | 磐井虎二郎 | 1938年7月15日 -                |                      |
| 17 | 関根久太郎 | 1939年8月1日 -                 |                      |
| 18 | 加納栄造   | 1940年10月22日 -               |                      |
| 19 | 酒匂純夫   | 1943年8月2日 -                 |                      |
| 末 | 山沢饒     | 1945年4月1日 -                 |                      |